# Alain Trudel
Pour les articles homonymes, voir Trudel.
Alain Trudel, né le 13 juin 1966 à Montréal, est un chef d’orchestre, tromboniste et compositeur canadien. Il est actuellement directeur artistique de l'Orchestra London Canada ainsi que premier chef d’orchestre invité du Victoria Symphony. Il est l’un des chefs d’orchestre les plus en vue sur la scène musicale canadienne[source insuffisante].

## Biographie

### Tromboniste
D’abord révélé au public en tant que tromboniste soliste, Alain Trudel a fait ses débuts à dix-huit ans avec Charles Dutoit et l’Orchestre symphonique de Montréal. Il a été invité sur cinq continents, entre autres, par l’Orchestre Philharmonique de Radio-France, the Hong-Kong Philharmonic, l’Orchestre de la radio autrichienne (Vienne), Carnegie-Weill Recital Nall (NY), Dresdner Neueu Musik Tage (All), Tasmania New Music Festival (Australie), Conservatoire National Supérieur de Paris (France), Festival Musica Strasbourg (France), Klangbogen Festival (Vienne), Festival  Akiyoshidai et Hamamatsu (Japon).
Alain Trudel fut le premier artiste canadien à devenir « Artiste International Yamaha ». En tant que commanditaire majeur, la compagnie supporte ses activités et l'assiste dans le soutien et l’engagement envers son Art. En 1998, à l'invitation de Yamaha, il conçoit une embouchure griffée maintenant disponible sur le marché international.
Entre 1995 et 2008 il fut Professeur titulaire de classe de trombone et de musique de chambre au Conservatoire de Musique du Québec à Montréal.

### Chef d'orchestre
De 2006 à 2008, Trudel fut le chef de l’orchestre de Radio-Canada, le hissant à un niveau artistique et à un succès critique et public sans précédent. Trudel fut aussi conseiller artistique invité à l’Orchestre de chambre du Manitoba en 2007.
Régulièrement invité par les plus importants orchestres au Canada, Alain Trudel a dirigé des orchestres au Royaume-Uni, aux États-Unis, en Suède, en Russie, au Japon, à Hong Kong, à Kuala Lumpur et en Amérique du Sud. Doté d’un esprit collaboratif très prisé par ses collègues, il a travaillé auprès de plusieurs artistes renommés, notamment Ben Heppner, Anton Kuerti, Measha Brueggergosman, Pinchas Zukermann, Herbie Hancock, Alain Lefèvre et Isabel Bayrakdarian.
M. Trudel a fait ses débuts à l’Opéra de Montréal en 2009, dans Die Zauberflöte de Mozart, ainsi que lors du concert gala du 30e anniversaire, immortalisé lors d’un enregistrement en direct et qui fut en nomination au gala de L’ADISQ. Il fit aussi ses débuts à l’opéra de Québec en 2010 lors de son Gala et lors de la production de Die Fledermaus.
Très attentif à la nouvelle génération de musiciens et musiciennes, Alain Trudel est récemment nommé Premier Chef des concerts familles et éducatifs à l’Orchestre du Centre National des Arts à Ottawa. Il crée en 2023 avec l'Orchestre classique de Montréal l'opéra La Flambeau de David Bontemps comme chef invité. Il est pendant huit saisons (de 2004 à 2012) chef d’orchestre du Toronto Symphony Youth Orchestra. Il est aussi régulièrement invité par l’Orchestre national des jeunes du Canada, dont l’enregistrement de la Symphonie no 6 de Mahler et du Sacre du printemps d’Igor Stravinsky a été mis en nomination dans la catégorie « Album orchestral de l’année » aux Prix Juno 2010. Depuis septembre 2012, Alain Trudel est professeur titulaire de l’orchestre et de l’opéra à l’Université de Western Ontario.

### Postes de chef d’orchestre
- 2006 : CBC radio, Le Lauréat (reconstitution par A. Trudel d'un opéra du compositeur québécois du XIXe siècle Joseph Vézina)
- 2006 : Glenn Gould Professional School of music (en), Mahagonny
- 2006 : Opera York, Hansel & Gretel
- 2006 à 2008 : Chef de l’orchestre de Radio-Canada.
- 2006 à 2008 : Conseiller artistique, Manitoba Chamber Orchestra Chef lyrique:[pas clair]
- 2008 : Atelier de l’Opéra de Montréal, L'Heure espagnole et Il segreto di Suzanna
- 2009 : Chef de la finale, Concours international de Montréal (chant)
- 2009 : Opéra de Montréal, Concert et enregistrement « live » du Gala 30e anniversaire
- 2009 : Opéra de Montréal, Die Zauberflöte
- 2009 à 2013 : Victoria Symphony Orchestra, Premier chef invitéDepuis 2010 : Premier chef invité, Hannaford Street Silver Band
- 2010 : Opéra de Québec, Le Gala
- 2012 : UWOpera, Cosi fan Tutte 2011 : Opéra de Québec, Die Fledermaus
- 2013 : UWOpera, Rape of Lucretia 2012 : Chef de la finale, Concours International de Montréal (chant)
- 2014 : UWOpera, la Cenerentola
- 2014 : Opéra de Montréal, Hansel et Gretel
- 2006 à 2022 : Orchestre symphonique de Laval, Directeur artistique,
- Depuis 2011 : Orchestra London Canada, Directeur artistique
- Depuis 2012 : Orchestre du centre national des arts du Canada, Premier chef des concerts familles et éducatifs.

Chef invité à l’extérieur du Canada : Malaysian Philharmonic (K-L) Hong-Kong City Chamber Orchestra, Tokyo Metropolitan Chamber Orchestra, Saint-Petersburg Cappella Symphony Orchestra (Russie),  Toledo Symphony (US), Gävle Symphony Orchestra (Suède), Hamamatsu festival (Jp), Northen Sinfonia (UK), Orchestra sinfonica Nacional de Guatemala, Orchestre national de radio television de Tirana (Albanie).

### Compositeur
En tant que compositeur, ses œuvres furent joués par les orchestres de Montréal,  Atlanta, Québec, Toronto, Ottawa, Kuala Lumpur, Buffalo, et il a reçu des commandes de la CBC, du Centre national des arts, de la Toronto Symphony Orchestra et de Bellows and Brass.

### Prix et distinctions
Alain Trudel a reçu de nombreuses distinctions, dont le Prix Virginia-Parker, le Grand Prix de l’Académie Charles-Cros (France), le Prix Heinz-Unger pour la direction d’orchestre. Il a en outre été nommé ambassadeur de la musique canadienne par le CMC.
2010 : Finaliste pour le Prix Juno, Meilleur disque grand orchestre (chef avec le NYOC. Mahler 6 et Le Sacre du printemps)
2009 : Ambassadeur de la musique canadienne CMC.
2007 : Prix Heinz-Unger
2003 : Grand prix du disque académie Charles-Cros (Watt de Pascal Dusapin)
2003 : Choc de l’année « le Monde de la Musique » (trombone concerti, soliste et chef)
2007 : Personnalité de la semaine, La Presse.
1996 : Prix Virginia-Parker
1995 : l’école Joseph-François-Perrault nomme son auditorium la salle Alain Trudel.

## Discographie

### En tant que chef d'orchestre
- Gala du 30e anniversaire ‘’live’’ : Opéra de Montréal ATMA ACD22627
- Mahler, Symphony #6 Stravinsky, Le Sacre du printemps NYOC2009CD (Finaliste prix Juno 2010)
- Schostakovic, symphonie #10, Prokofiev, Roméo et Juliette, NYOC2012CD-Mahler, Symphonie #9, NYOC2013CD (à paraitre)
- S. Chatman, Earth Songs CMCCD 14709 (en final pour un prix Juno 2010)
- Sanctuary "The heart has its reasons" WarnerClassics 2564 62019-2
- Trombone Concerti : soliste et chef
- Naxos 8.553831 (choc de l’année, Le Monde de la Musique)
- An evening from the 18th century: with members of the Boston Symphony (Ronald Barron et J. Sommerville solistes) BB-1007CD
- Les Violons du Roy 2007  Live avec le Bernard Primeau Jazz Ensemble

### En tant que tromboniste
- Conversations : Trudel / Nezet-Seguin  ATMA -ACD 2 2289
- Trombone Concerti : soliste et chef - Naxos 8.553831 (choc de l’année, Le Monde de la Musique)
- The Art of the Trombone : Works for Trombone and Organ" - Naxos 8.553716
- Pascal Dusapin Concerto  -Naïve MO 782153 (grand prix du disque Charles-Cros)
- Nino Rota Concerto : Trudel / Nezet-Seguin  ATMA -ACD 2 2294 (prix opus)
- Récital  SNE-563-CD
- Tableaux de France, Vol 1 Amplitude CLCD-2015
- Passionscape: the music of Neil Currie - including Tumbling Strain (tbn cto)
- Trudel 4 Jazz : Jericho's legacy (Jazz, mostly original compositions) Naxos
- Kiosque "Kiosque 1900" (co-directeur artistique) ATMA
- Les violons du roy : W.A. Mozart, Requiem (solo Tuba mirum) -Dorian DOR-90310  (prix Juno)

## Compositions

### Pièces concertantes
- Preach pour trompette et orchestre (2009) 9:00
- Carnets de voyages pour trompette, basson, cordes et percussions (2008) 14:00
- Heavy Metal pour trompette et orchestre d'école (1993) 6:00
- Rose d’Octobre, cantate pour alto and tenor trombone with chamber orchestra and chamber choir. (1984) 15:00

### Musique de chambre
- The Perfect Cake based on famous arias. (2000) 25 min.
- Passage pour trompette, accordéon, trombone et piano (1994) 12 min.
- Visions for trompette, trombone, piano et percussions (1992) 10 min.
- Quatuor à cordes n° 1 (1983-84) 18 min.

### Musique pour cuivres
- Difficult Peace pour quintette de cuivre  (2001)  6 min.
- Yo pour trombone et bande (1993)  13 min.
- Vital pour trombone et bande (1994) 6 min.
- Grand Louis pour trombone (1987) 12 min.

### Pièces à la nomenclature indéterminée
- Rhea (2008)  5 min.
- Charlotte and the Music Maker (2006) 45 min.
- Big Bang (1999) 7 min.
- Masques pour orchestre de chambre (1997) 13 min.